# Генеральний штаб (Польща)

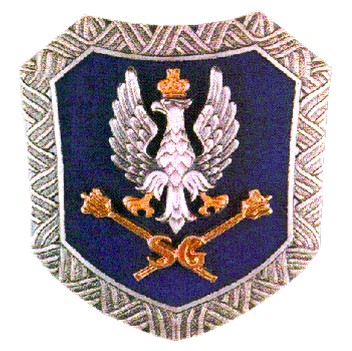
Емблема Генерального штабу Польщі

Прапор начальника Генерального штабу Польщі

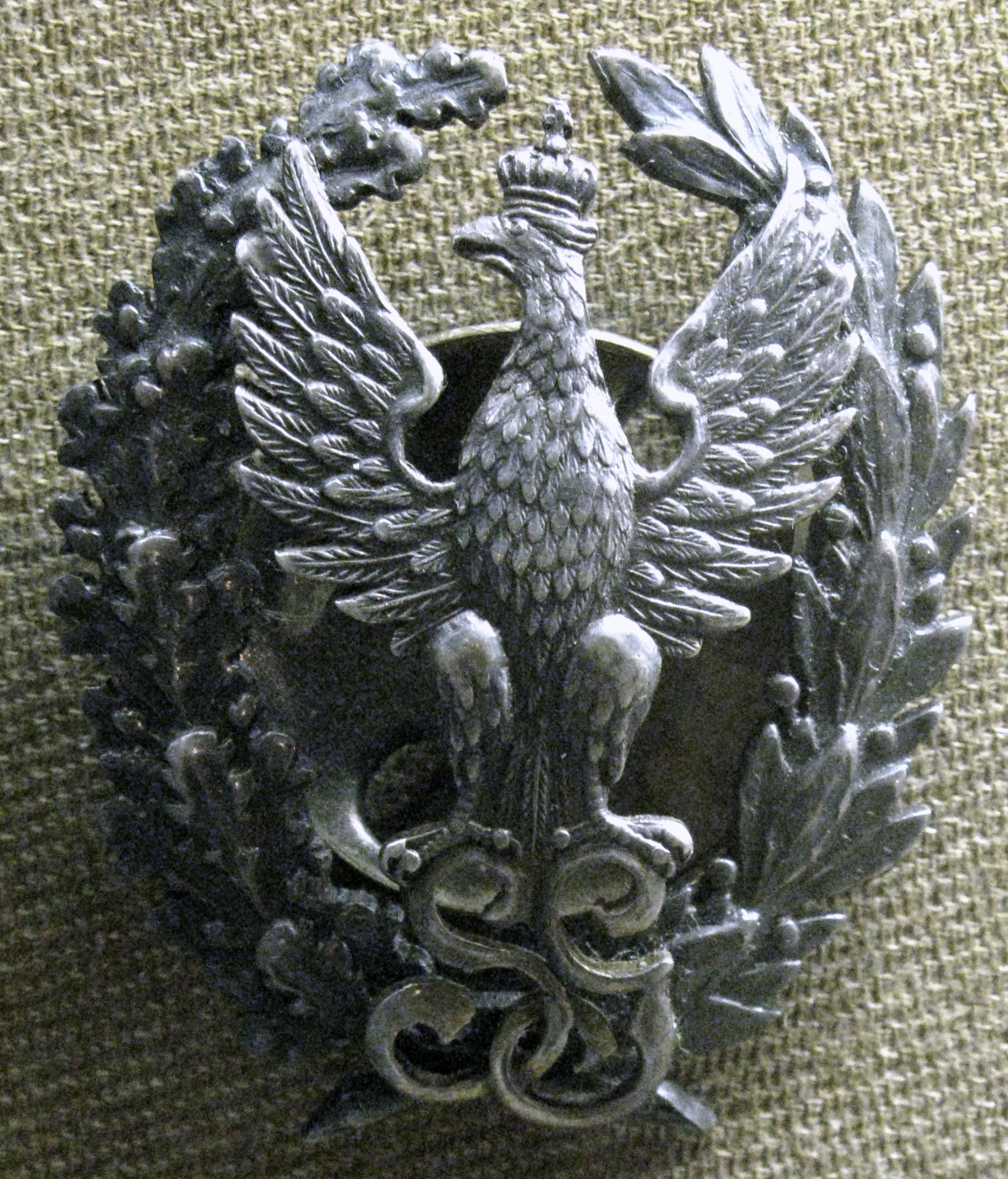
Знак для офіцерів з науковим ступенем, які служили в польському генеральному штабі (1918-1939).

Генеральний штаб збройних сил Польщі або Генеральний штаб Війська Польського (пол. Sztab Generalny Wojska Polskiego) — найвищий орган військового управління в збройних силах Польщі. В організаційному плані, це частина Міністерства національної оборони.
Він був створений у 1918 році й на той час мав назву Головний штаб (пол. Sztab Główny).

## Історія
Зародком Генерального штабу була інспекція підготовки наявних польських збройних сил в період з 23 квітня 1917 по 29 жовтня 1918. Інспекція була створена наказом Верховного головнокомандувача корпусу польської армії генерала піхоти Ганса фон Беселера, а визначена Начальником штабу польських військ генерала-поручника Тадеуша Розвадовського, на наступний день після формування самого Генерального штабу. Керівником інспекції до 19 жовтня 1918 року був генерал від інфантерії Фелікс фон Барт, а з цього дня полковник Хенрік Мінкевич.

## Керівництво
Нині посаду начальника Генерального штабу збройних сил Польщі (пол. Szef Sztabu Generalnego Wojska Polskiego) обіймає:
- генерал Лешек Суравський[pl] від 31 січня 2017 року.

## Начальники
Друга Польська Республіка
- gen. ppor. Tadeusz Rozwadowski (28 October – 15 November 1918)
- gen. broni Stanisław Szeptycki (16 November 1918 – 7 February 1919)
- gen. ppor. Stanisław Haller (8 February 1919 – 22 July 1920)
- gen. por. Tadeusz Rozwadowski (22 July 1920 – 1 April 1921)
- gen. dyw. Władysław Sikorski (1 April 1921 – 16 December 1922)
- Pierwszy Marszałek Polski Józef Piłsudski (17 December 1922 – 9 June 1923)
- gen. dyw. Stanisław Haller (9 June 1923 – 16 December 1925)
- gen. bryg. Edmund Kessler (16 December 1925 – 12 May 1926)
- gen. dyw. Stanisław Haller (12 May 1926 – 15 May 1926)
- gen. bryg. Stanisław Burhardt-Bukacki (17 May 1926 – 28 June 1926)
- gen. bryg. Tadeusz Piskor (28 June 1926 – 5 December 1931)
- gen. bryg. Janusz Gąsiorowski (3 December 1931 – 7 June 1935)
- gen. bryg. Wacław Stachiewicz (7 June 1935 – 18 September 1939)

Уряд Польщі у вигнанні
- płk Aleksander Kędzior (7 November 1939 – 5 June 1940)
- gen. bryg. Tadeusz Klimecki (June 1940 – 4 July 1943)
- gen. dyw. Stanisław Kopański (21 July 1943 – 3 September 1946)

Польська Республіка / Польська Народна Республіка
- gen. broni Władysław Korczyc (1 January 1945 – 18 January 1954)
- acting gen. dyw. Borys Pigarewicz (1952–1954)
- gen. broni Jerzy Bordziłowski (23 March 1954 – 6 February 1965)
- gen. dyw. Wojciech Jaruzelski (6 January 1965 – 10 April 1968)
- gen. dyw. Болеслав Хоха (11 April 1968 – 11 January 1973)
- gen. broni Florian Siwicki (12 January 1973 – 21 November 1983)
- gen. broni Юзеф Ужицький (22 November 1983 – 24 September 1990)

Третя Польська Республіка
- gen. dyw. Zdzisław Stelmaszuk (25 September 1990 – 4 August 1992)
- gen. broni Tadeusz Wilecki (5 August 1992 – 9 March 1997)
- gen. broni Генрик Шумський (10 March 1997 – 29 September 2000)
- gen. Czesław Piątas (30 September 2000 – 31 January 2006)
- acting gen. broni Mieczysław Cieniuch (31 January 2006 – 27 February 2006)
- gen. Franciszek Gągor (27 February 2006 – 10 April 2010)
- acting gen. broni Mieczysław Stachowiak (10 April 2010 – 7 May 2010)
- gen. Mieczysław Cieniuch (7 May 2010 – 6 May 2013)
- gen. Mieczysław Gocuł (7 May 2013 – 31 січня 2017)
- генерал Лешек Суравський[pl] (31 січня 2017 — по 2018)
- генерал Раймунд Анджейчак (з 3 липня 2018 по теперішній час)